# International Aero Engines V2500
L'International Aero Engines V2500 o IAE V2500 és un motor turboventilador d'alt índex de derivació que propulsa la família Airbus A320 (A320, A321, A319 i Airbus Corporate Jet), el McDonnell Douglas MD-90 i l'Embraer KC-390.
La V del nom representa, en xifres romanes, el nombre 5, en referència als cinc fabricants de motors d'aviació originals del consorci International Aero Engines, creat el 1983 per fabricar el V2500. Per altra banda, el 2500 es refereix a la categoria d'empenyiment del primer motor, el V2500-A1, que proporcionava un empenyiment de 25.000 lbf (111 kN). El V2500 obtingué el seu certificat de tipus de l'Administració Federal d'Aviació el 1988.